# Янн Зоммер
Янн Зоммер (нім. Yann Sommer; нар. 17 грудня 1988, Морж) — швейцарський футболіст, воротар «Інтернаціонале». Виступав за збірну Швейцарії, провівши найбільшу кількість матчів за неї серед усіх воротарів.
Чотириразовий чемпіон Швейцарії. Володар Кубка Швейцарії.

## Клубна кар'єра
Народився 17 грудня 1988 року в місті Морж. Вихованець юнацьких команд футбольних клубів «Геррлінберг», «Конкордія» (Базель) та «Базель».
У дорослому футболі дебютував 2006 року виступами за команду клубу «Базель». Отримати практику в основній команді клубу молодий голкіпер шансу не отримав, натомість 2007 року був відданий в оренду до ліхтенштейнського «Вадуца». В клубі з Вадуца провів два сезони та отримав досвід виступів на дорослому рівні.
2009 року повернувся до клубу «Базель», втім, провівши лише 6 матчів за головну команду, знову вирушив в оренду, цього разу до «Грассгоппера». Граючи у складі «Грассгоппера» був основним воротарем команди.
До складу «Базеля» знову повернувся 2010 року і домовився з клубом про подовження контракту на п'ять років. Сезон 2010/11 провів як дублер Франко Костанцо, а коли влітку 2011 останній залишив «Базель», став основним воротарем. Вже як основний голкіпер допоміг «Базелю» у 2011—2014 роках тричі поспіль вигравати чемпіонат Швейцарії.
Влітку 2014 року перейшов до німецької «Боруссії» (Менхенгладбах), ставши заміною Марку-Андре тер Штегену, якого придбала «Барселона». У своєму першому сезоні в Німеччині допоміг «Боруссії» посісти третє місце у Бундес-лізі, що стало найкращим результатом команди з 1978 року. По ходу сезону команда зі швейцарцем на воротах оновила свій рекорд за кількістю матчів поспіль без поразок, перевершивши 17 ігор в сезоні 1970/71. Згодом результати менхенгладбаської команди погіршилися, проте Зоммер продовжував демонструвати високий рівень надійності, привертаючи до себе увагу найбагатших клубів Європи.

## Виступи за збірні
2004 року дебютував у складі юнацької збірної Швейцарії, взяв участь у 28 іграх на юнацькому рівні.
Протягом 2007—2011 років залучався до складу молодіжної збірної Швейцарії. На молодіжному рівні зіграв у 31 офіційному матчі.
2012 року дебютував в офіційних матчах у складі національної збірної Швейцарії.
2014 року був включений до заявки збірної на тогорічний чемпіонат світу у Бразилії, проте на турнірі був резервістом Дієго Бенальйо і на поле не виходив.
На наступному великому турнірі швейцарської збірної, чемпіонаті Європи 2016 року у Франції, вже був основним голкіпером команди, захищав її ворота в усіх чотирьох матчах турніру, в яких пропустив лише два голи. Проте Швейцарія вибула з боротьби на стадії 1/8 фіналу, програвши у серії післяматчевих пенальті збірній Польщі.
За два роки, також як основний голкіпер національної команди, став учасником чемпіонату світу 2018 в Росії.
19 серпня 2024 року Янн Зоммер завершив кар'єру в збірній Швейцарії.
| Дата       | Місто               | Господарі         | Результат               | Гості                | Турнір                                         | Голи | Примітки |
| ---------- | ------------------- | ----------------- | ----------------------- | -------------------- | ---------------------------------------------- | ---- | -------- |
| 30-5-2012  | Люцерн              | Швейцарія         | 0 – 1                   | Румунія              | товариський матч                               | -1   |          |
| 14-11-2012 | Сус                 | Туніс             | 1 – 2                   | Швейцарія            | товариський матч                               | -1   |          |
| 6-2-2013   | Пірей               | Греція            | 0 – 0                   | Швейцарія            | товариський матч                               | -    |          |
| 23-3-2013  | Нікосія             | Кіпр              | 0 – 0                   | Швейцарія            | Відбір до ЧС 2014                              | -    |          |
| 15-10-2013 | Берн                | Швейцарія         | 1 – 0                   | Словенія             | Відбір до ЧС 2014                              | -    |          |
| 30-5-2014  | Люцерн              | Швейцарія         | 1 – 0                   | Ямайка               | товариський матч                               | -    | 46'      |
| 8-9-2014   | Базель              | Швейцарія         | 0 – 2                   | Англія               | Відбір до ЧЄ 2016                              | -2   |          |
| 9-10-2014  | Марибор             | Словенія          | 1 – 0                   | Швейцарія            | Відбір до ЧЄ 2016                              | -1   |          |
| 14-10-2014 | Серравалле          | Сан-Марино        | 0 – 4                   | Швейцарія            | Відбір до ЧЄ 2016                              | -    |          |
| 15-11-2014 | Санкт-Галлен        | Швейцарія         | 4 – 0                   | Литва                | Відбір до ЧЄ 2016                              | -    |          |
| 27-3-2015  | Люцерн              | Швейцарія         | 3 – 0                   | Естонія              | Відбір до ЧЄ 2016                              | -    |          |
| 14-6-2015  | Вільнюс             | Литва             | 1 – 2                   | Швейцарія            | Відбір до ЧЄ 2016                              | -1   |          |
| 5-9-2015   | Базель              | Швейцарія         | 3 – 2                   | Словенія             | Відбір до ЧЄ 2016                              | -2   |          |
| 8-9-2015   | Лондон              | Англія            | 2 – 0                   | Швейцарія            | Відбір до ЧЄ 2016                              | -2   |          |
| 17-11-2015 | Відень              | Австрія           | 1 – 2                   | Швейцарія            | товариський матч                               | -1   |          |
| 25-3-2016  | Дублін              | Ірландія          | 1 – 0                   | Швейцарія            | товариський матч                               | -1   |          |
| 29-3-2016  | Цюрих               | Швейцарія         | 0 – 2                   | Боснія і Герцеговина | товариський матч                               | -2   |          |
| 28-5-2016  | Каруж               | Швейцарія         | 1 – 2                   | Бельгія              | товариський матч                               | -2   |          |
| 11-6-2016  | Ланс                | Албанія           | 0 – 1                   | Швейцарія            | ЧЄ 2016 - 1-й етап                             | -    |          |
| 15-6-2016  | Париж               | Румунія           | 1 – 1                   | Швейцарія            | ЧЄ 2016 - 1-й етап                             | -1   |          |
| 19-6-2016  | Вільнев-д'Аск       | Швейцарія         | 0 – 0                   | Франція              | ЧЄ 2016 - 1-й етап                             | -    |          |
| 25-6-2016  | Сент-Етьєн          | Швейцарія         | 1 – 1 д.ч. (4 - 5 п.п.) | Польща               | ЧЄ 2016 - 1/8 фіналу                           | -1   |          |
| 6-9-2016   | Базель              | Швейцарія         | 2 – 0                   | Португалія           | Відбір до ЧС 2018                              | -    |          |
| 7-10-2016  | Будапешт            | Угорщина          | 2 – 3                   | Швейцарія            | Відбір до ЧС 2018                              | -2   |          |
| 13-11-2016 | Люцерн              | Швейцарія         | 2 – 0                   | Фарерські острови    | Відбір до ЧС 2018                              | -    |          |
| 25-3-2017  | Каруж               | Швейцарія         | 1 – 0                   | Латвія               | Відбір до ЧС 2018                              | -    |          |
| 9-6-2017   | Торсгавн            | Фарерські острови | 0 – 2                   | Швейцарія            | Відбір до ЧС 2018                              | -    |          |
| 31-8-2017  | Санкт-Галлен        | Швейцарія         | 3 – 0                   | Андорра              | Відбір до ЧС 2018                              | -    |          |
| 3-9-2017   | Рига                | Латвія            | 0 – 3                   | Швейцарія            | Відбір до ЧС 2018                              | -    |          |
| 7-10-2017  | Базель              | Швейцарія         | 5 – 2                   | Угорщина             | Відбір до ЧС 2018                              | -2   |          |
| 10-10-2017 | Лісабон             | Португалія        | 2 – 0                   | Швейцарія            | Відбір до ЧС 2018                              | -2   |          |
| 9-11-2017  | Белфаст             | Північна Ірландія | 0 – 1                   | Швейцарія            | Відбір до ЧС 2018                              | -    |          |
| 12-11-2017 | Лісабон             | Швейцарія         | 0 – 0                   | Північна Ірландія    | Відбір до ЧС 2018                              | -    |          |
| 23-3-2018  | Афіни               | Греція            | 0 – 1                   | Швейцарія            | товариський матч                               | -    |          |
| 3-6-2018   | Віла-Реал (Іспанія) | Іспанія           | 1 – 1                   | Швейцарія            | товариський матч                               | -    |          |
| 17-6-2018  | Ростов-на-Дону      | Бразилія          | 1 – 1                   | Швейцарія            | ЧС 2018 - 1-й етап                             | -1   |          |
| 22-6-2018  | Калінінград         | Сербія            | 1 – 2                   | Швейцарія            | ЧС 2018 - 1-й етап                             | -1   |          |
| 27-6-2018  | Нижній Новгород     | Швейцарія         | 2 – 2                   | Коста-Рика           | ЧС 2018 - 1-й етап                             | -2   |          |
| 3-7-2018   | Санкт-Петербург     | Швеція            | 1 – 0                   | Швейцарія            | ЧС 2018 - 1/8 фіналу                           | -1   |          |
| 8-9-2018   | Санкт-Галлен        | Швейцарія         | 6 – 0                   | Ісландія             | Ліга націй УЄФА 2018-2019 - 1-й етап           | -    |          |
| 11-9-2018  | Лестер              | Англія            | 1 – 0                   | Швейцарія            | товариський матч                               | -1   |          |
| 12-10-2018 | Брюссель            | Бельгія           | 2 – 1                   | Швейцарія            | Ліга націй УЄФА 2018-2019 - 1-й етап           | -2   |          |
| 18-11-2018 | Люцерн              | Швейцарія         | 5 – 2                   | Бельгія              | Ліга націй УЄФА 2018-2019 - 1-й етап           | -2   |          |
| 23-3-2019  | Тбілісі             | Грузія            | 0 – 2                   | Швейцарія            | Відбір до ЧЄ 2020                              | -    |          |
| 26-3-2019  | Базель              | Швейцарія         | 3 – 3                   | Данія                | Відбір до ЧЄ 2020                              | -3   |          |
| 5-6-2019   | Порту               | Португалія        | 3 – 1                   | Швейцарія            | Ліга націй УЄФА 2018-2019 - півфінал           | -3   |          |
| 9-6-2019   | Гімарайнш           | Швейцарія         | 0 – 0 д.ч. (5 – 6 п.п.) | Англія               | Ліга націй УЄФА 2018-2019 - матч за 3-тє місце | -    | [ 7 ]    |
| 5-9-2019   | Дублін              | Ірландія          | 1 – 1                   | Швейцарія            | Відбір до ЧЄ 2020                              | -1   |          |
| 8-9-2019   | Сьйон               | Швейцарія         | 4 – 0                   | Гібралтар            | Відбір до ЧЄ 2020                              | -    |          |
| 12-10-2019 | Копенгаген          | Данія             | 1 – 0                   | Швейцарія            | Відбір до ЧЄ 2020                              | -1   |          |
| 15-10-2019 | Лансі               | Швейцарія         | 2 – 0                   | Ірландія             | Відбір до ЧЄ 2020                              | -    |          |
| 15-11-2019 | Санкт-Галлен        | Швейцарія         | 1 – 0                   | Грузія               | Відбір до ЧЄ 2020                              | -    |          |
| 18-11-2019 | Гібралтар           | Гібралтар         | 1 – 6                   | Швейцарія            | Відбір до ЧЄ 2020                              | -1   |          |
| 3-9-2020   | Львів               | Україна           | 2 – 1                   | Швейцарія            | Ліга націй УЄФА 2020-2021 - 1-й етап           | -2   |          |
| 6-9-2020   | Базель              | Швейцарія         | 1 – 1                   | Німеччина            | Ліга націй УЄФА 2020-2021 - 1-й етап           | -1   |          |
| Усього     |                     | Матчів            | 55                      |                      | Голів                                          | -46  |          |

## Титули і досягнення
- Чемпіон Швейцарії (4):

«Базель»: 2010–11, 2011–12, 2012–13, 2013–14
- Володар Кубка Швейцарії (1):

«Базель»: 2011-12
- Чемпіон Німеччини (1):

«Баварія»: 2022-23
- Чемпіон Італії (1):

«Інтернаціонале»: 2023–24
- Володар Суперкубка Італії з футболу (1):

«Інтернаціонале»: 2023